# Collegio di Birmingham Edgbaston
Birmingham Edgbaston è un collegio elettorale situato a Birmingham, nelle Midlands Occidentali, e rappresentato alla Camera dei comuni del Parlamento del Regno Unito. Elegge un membro del parlamento con il sistema first-past-the-post, ossia maggioritario a turno unico; l'attuale parlamentare è Preet Gill del Partito Laburista e Co-Operativo, che rappresenta il collegio dal 2017.

## Estensione

Birmingham Edgbaston dal 1997 al 2024

- 1885–1918: il ward del Municipal Borough of Birmingham di Edgbaston, parte del ward di Rotton Park, il distretto locale di Harborne, e parte del distretto locale di Balsall Heath.
- 1918–1974: i ward del County Borough of Birmingham di Edgbaston, Harborne e Market Hall.
- 1974–1983: i ward del County Borough of Birmingham di Deritend, Edgbaston, Harborne e Quinton.
- 1983–1997: i ward della Città di Birmingham di Edgbaston, Harborne e Quinton.
- 1997–2024: i ward della Città di Birmingham di Bartley Green, Edgbaston, Harborne e Quinton.
- dal 2024: i ward della Città di Birmingham di Bartley Green; Edgbaston; Harborne; North Edgbaston e Quinton.[1]

Situato a sud-ovest del centro di Birmingham, si tratta di un collegio residenziale abitato da persone con reddito medio, e scarsa presenza di edilizia sociale. Presenta parchi, l'Edgbaston Cricket Ground e due grammar school. Fu un seggio sicuro per i conservatori per decenni, principalmente nelle aree di Edgbaston stessa e Bartley Green, ma in alcune aree come Quinton e Harborne, vi è presenza considerevole di persone con reddito basso, che aiutarono i laburisti a conquistare il seggio nel 1997. Il collegio comprende il campus principale dell'Università di Birmingham, e la maggior parte delle abitazioni studentesche.

## Membri del parlamento
| Elezione | Elezione            | Deputato                                   | Partito            | Note |
| -------- | ------------------- | ------------------------------------------ | ------------------ | ---- |
|          | 1885                | George Dixon                               | Liberale           |      |
|          | 1886                | George Dixon                               | Liberale Unionista |      |
|          | 1898 (S)            | Francis Lowe                               | Conservatore       |      |
| 1929     | Neville Chamberlain | Primo Ministro del Regno Unito (1937—1940) | Conservatore       |      |
| 1940 (S) | Peter Bennett       |                                            | Conservatore       |      |
| 1953 (S) | Edith Pitt          |                                            | Conservatore       |      |
| 1966     | Jill Knight         |                                            | Conservatore       |      |
|          | 1997                | Gisela Stuart                              | Laburista          |      |
|          | 2017                | Preet Gill                                 | Laburista Co-Op    |      |

## Elezioni

### Elezioni negli anni 2020
| Partito                    | Partito                                      | Candidato                  | Risultati 4 luglio 2024 | Risultati 4 luglio 2024 |
| Partito                    | Partito                                      | Candidato                  | Voti                    | %                       |
| -------------------------- | -------------------------------------------- | -------------------------- | ----------------------- | ----------------------- |
|                            | Laburista Co-Op                              | Preet Gill                 | 16 599                  | 44,35                   |
|                            | Conservatore                                 | Ashvir Sangha              | 8 231                   | 21,99                   |
|                            | Reform UK                                    | Joshua Matthews            | 4 363                   | 11,66                   |
|                            | Indipendente                                 | Dr Ammar Waraich           | 3 336                   | 8,91                    |
|                            | Verdi                                        | Nicola Payne               | 2 797                   | 7,47                    |
|                            | Lib Dem                                      | Colin Green                | 2 102                   | 5,62                    |
|                            |                                              |                            |                         |                         |
| Iscritti                   | Iscritti                                     | Iscritti                   | 71 787                  | 100,00                  |
| ↳ Votanti (% su iscritti)  | ↳ Votanti (% su iscritti)                    | ↳ Votanti (% su iscritti)  | 37 607                  | 52,39                   |
| ↳ Astenuti (% su iscritti) | ↳ Astenuti (% su iscritti)                   | ↳ Astenuti (% su iscritti) | 34 180                  | 47,61                   |
|                            |                                              |                            |                         |                         |
|                            | Esito: collegio confermato a Laburista Co-Op |                            |                         |                         |

### Elezioni negli anni 2010
| Partito                    | Partito                                      | Candidato                  | Risultati 12 dicembre 2019 | Risultati 12 dicembre 2019 |
| Partito                    | Partito                                      | Candidato                  | Voti                       | %                          |
| -------------------------- | -------------------------------------------- | -------------------------- | -------------------------- | -------------------------- |
|                            | Laburista Co-Op                              | Preet Gill                 | 21 217                     | 50,13                      |
|                            | Conservatore                                 | Alex Yip                   | 15 603                     | 36,86                      |
|                            | Lib Dem                                      | Colin Green                | 3 349                      | 7,91                       |
|                            | Verdi                                        | Phil Simpson               | 1 112                      | 2,63                       |
|                            | Brexit                                       | David Wilks                | 1 047                      | 2,47                       |
|                            |                                              |                            |                            |                            |
| Iscritti                   | Iscritti                                     | Iscritti                   | 68 828                     | 100,00                     |
| ↳ Votanti (% su iscritti)  | ↳ Votanti (% su iscritti)                    | ↳ Votanti (% su iscritti)  | 42 328                     | 61,50                      |
| ↳ Astenuti (% su iscritti) | ↳ Astenuti (% su iscritti)                   | ↳ Astenuti (% su iscritti) | 26 500                     | 38,50                      |
|                            |                                              |                            |                            |                            |
|                            | Esito: collegio confermato a Laburista Co-Op |                            |                            |                            |

| Partito                    | Partito                                      | Candidato                  | Risultati 8 giugno 2017 | Risultati 8 giugno 2017 |
| Partito                    | Partito                                      | Candidato                  | Voti                    | %                       |
| -------------------------- | -------------------------------------------- | -------------------------- | ----------------------- | ----------------------- |
|                            | Laburista Co-Op                              | Preet Gill                 | 24 124                  | 55,32                   |
|                            | Conservatore                                 | Caroline Squire            | 17 207                  | 39,45                   |
|                            | Lib Dem                                      | Colin Green                | 1 564                   | 3,59                    |
|                            | Verdi                                        | Alice Kiff                 | 562                     | 1,29                    |
|                            | Common Good                                  | Dick Rodgers               | 155                     | 0,36                    |
|                            |                                              |                            |                         |                         |
| Iscritti                   | Iscritti                                     | Iscritti                   | 68 091                  | 100,00                  |
| ↳ Votanti (% su iscritti)  | ↳ Votanti (% su iscritti)                    | ↳ Votanti (% su iscritti)  | 43 612                  | 64,05                   |
| ↳ Astenuti (% su iscritti) | ↳ Astenuti (% su iscritti)                   | ↳ Astenuti (% su iscritti) | 24 479                  | 35,95                   |
|                            |                                              |                            |                         |                         |
|                            | Esito: collegio confermato a Laburista Co-Op |                            |                         |                         |

| Partito                    | Partito                                | Candidato                  | Risultati 7 maggio 2015 | Risultati 7 maggio 2015 |
| Partito                    | Partito                                | Candidato                  | Voti                    | %                       |
| -------------------------- | -------------------------------------- | -------------------------- | ----------------------- | ----------------------- |
|                            | Laburista                              | Gisela Stuart              | 18 518                  | 44,85                   |
|                            | Conservatore                           | Luke Evans                 | 15 812                  | 38,29                   |
|                            | UKIP                                   | Graham Short               | 4 154                   | 10,06                   |
|                            | Verdi                                  | Philip Simpson             | 1 371                   | 3,32                    |
|                            | Lib Dem                                | Lee Dargue                 | 1 184                   | 2,87                    |
|                            | Cristiano                              | Gabriel Ukandu             | 163                     | 0,39                    |
|                            | Indipendente                           | Henna Rai                  | 91                      | 0,22                    |
|                            |                                        |                            |                         |                         |
| Iscritti                   | Iscritti                               | Iscritti                   | 65 591                  | 100,00                  |
| ↳ Votanti (% su iscritti)  | ↳ Votanti (% su iscritti)              | ↳ Votanti (% su iscritti)  | 41 293                  | 62,96                   |
| ↳ Astenuti (% su iscritti) | ↳ Astenuti (% su iscritti)             | ↳ Astenuti (% su iscritti) | 24 298                  | 37,04                   |
|                            |                                        |                            |                         |                         |
|                            | Esito: collegio confermato a Laburista |                            |                         |                         |

| Partito                    | Partito                                | Candidato                  | Risultati 6 maggio 2010 | Risultati 6 maggio 2010 |
| Partito                    | Partito                                | Candidato                  | Voti                    | %                       |
| -------------------------- | -------------------------------------- | -------------------------- | ----------------------- | ----------------------- |
|                            | Laburista                              | Gisela Stuart              | 16 894                  | 40,64                   |
|                            | Conservatore                           | Deirdre Alden              | 15 620                  | 37,57                   |
|                            | Lib Dem                                | Roger Harmer               | 6 387                   | 15,36                   |
|                            | BNP                                    | Trevor Lloyd               | 1 196                   | 2,88                    |
|                            | UKIP                                   | Stephen White              | 732                     | 1,76                    |
|                            | Verdi                                  | Philip Simpson             | 469                     | 1,13                    |
|                            | Impact Party                           | Harry Takhar               | 146                     | 0,35                    |
|                            | Cristiano                              | Charith Fernando           | 127                     | 0,31                    |
|                            |                                        |                            |                         |                         |
| Iscritti                   | Iscritti                               | Iscritti                   | 64 859                  | 100,00                  |
| ↳ Votanti (% su iscritti)  | ↳ Votanti (% su iscritti)              | ↳ Votanti (% su iscritti)  | 41 571                  | 64,09                   |
| ↳ Astenuti (% su iscritti) | ↳ Astenuti (% su iscritti)             | ↳ Astenuti (% su iscritti) | 23 288                  | 35,91                   |
|                            |                                        |                            |                         |                         |
|                            | Esito: collegio confermato a Laburista |                            |                         |                         |

### Elezioni negli anni 2000
| Partito                    | Partito                                | Candidato                  | Risultati 5 maggio 2005 | Risultati 5 maggio 2005 |
| Partito                    | Partito                                | Candidato                  | Voti                    | %                       |
| -------------------------- | -------------------------------------- | -------------------------- | ----------------------- | ----------------------- |
|                            | Laburista                              | Gisela Stuart              | 16 465                  | 43,75                   |
|                            | Conservatore                           | Deirdre Alden              | 14 116                  | 37,51                   |
|                            | Lib Dem                                | Mike D Dixon               | 5 185                   | 13,78                   |
|                            | Verdi                                  | Peter Beck                 | 1 116                   | 2,97                    |
|                            | UKIP                                   | Stephen White              | 749                     | 1,99                    |
|                            |                                        |                            |                         |                         |
| Iscritti                   | Iscritti                               | Iscritti                   | 64 859                  | 100,00                  |
| ↳ Votanti (% su iscritti)  | ↳ Votanti (% su iscritti)              | ↳ Votanti (% su iscritti)  | 37 631                  | 58,02                   |
| ↳ Astenuti (% su iscritti) | ↳ Astenuti (% su iscritti)             | ↳ Astenuti (% su iscritti) | 27 228                  | 41,98                   |
|                            |                                        |                            |                         |                         |
|                            | Esito: collegio confermato a Laburista |                            |                         |                         |

| Partito                    | Partito                                | Candidato                  | Risultati 7 giugno 2001 | Risultati 7 giugno 2001 |
| Partito                    | Partito                                | Candidato                  | Voti                    | %                       |
| -------------------------- | -------------------------------------- | -------------------------- | ----------------------- | ----------------------- |
|                            | Laburista                              | Gisela Stuart              | 18 517                  | 49,04                   |
|                            | Conservatore                           | Nigel Hastilow             | 13 819                  | 36,60                   |
|                            | Lib Dem                                | Nicola Davies              | 4 528                   | 11,99                   |
|                            | Pro-Euro Conservative                  | Collis Gretton             | 454                     | 1,20                    |
|                            | Laburista Socialista                   | Sam Brackenbury            | 443                     | 1,17                    |
|                            |                                        |                            |                         |                         |
| Iscritti                   | Iscritti                               | Iscritti                   | 67 405                  | 100,00                  |
| ↳ Votanti (% su iscritti)  | ↳ Votanti (% su iscritti)              | ↳ Votanti (% su iscritti)  | 67 749                  | 100,51                  |
| ↳ Astenuti (% su iscritti) | ↳ Astenuti (% su iscritti)             | ↳ Astenuti (% su iscritti) | -344                    | -0,51                   |
|                            |                                        |                            |                         |                         |
|                            | Esito: collegio confermato a Laburista |                            |                         |                         |

## Risultati dei referendum

### Referendum sulla permanenza del Regno Unito nell'Unione europea del 2016
|             | Collegio             | Lasciare UE % | Rimanere in UE % |
| ----------- | -------------------- | ------------- | ---------------- |
|             | Birmingham Edgbaston | 47,3%         | 52,7%            |
|             | Inghilterra          | 53,3%         | 46,7%            |
| Regno Unito | 51,9%                | 48,1%         |                  |